# Marah
Marah é um género botânico pertencente à família Cucurbitaceae.

## Espécies
| - Marah fabacea - Marah gilensis - Marah guadalupensis - Marah horridus - Marah inermis - Marah leptocarpa - Marah macrocarpa | - Marah major - Marah micranthus - Marah minima - Marah muricatus - Marah oregana - Marah rusbyi - Marah watsonii |